# 六分儀座54
六分儀座54，又名BD-16 5399，HD 185644、SAO 162883、HR 7476，是六分儀座的一颗恒星，视星等为6.2，位于銀經23.47，銀緯-18.07，其B1900.0坐标为赤經19h 34m 59.7s，赤緯-16° -18.07′ 21″。